# Jean Racine
Jean Racine ([ʒɑ̃ ʁaˈsin]; La Ferté-Milon, 22 dicembre 1639 – Parigi, 21 aprile 1699) è stato un drammaturgo e scrittore francese.
Racine fu il massimo esponente, assieme a Molière e Pierre Corneille, del teatro francese del Seicento.

## Biografia

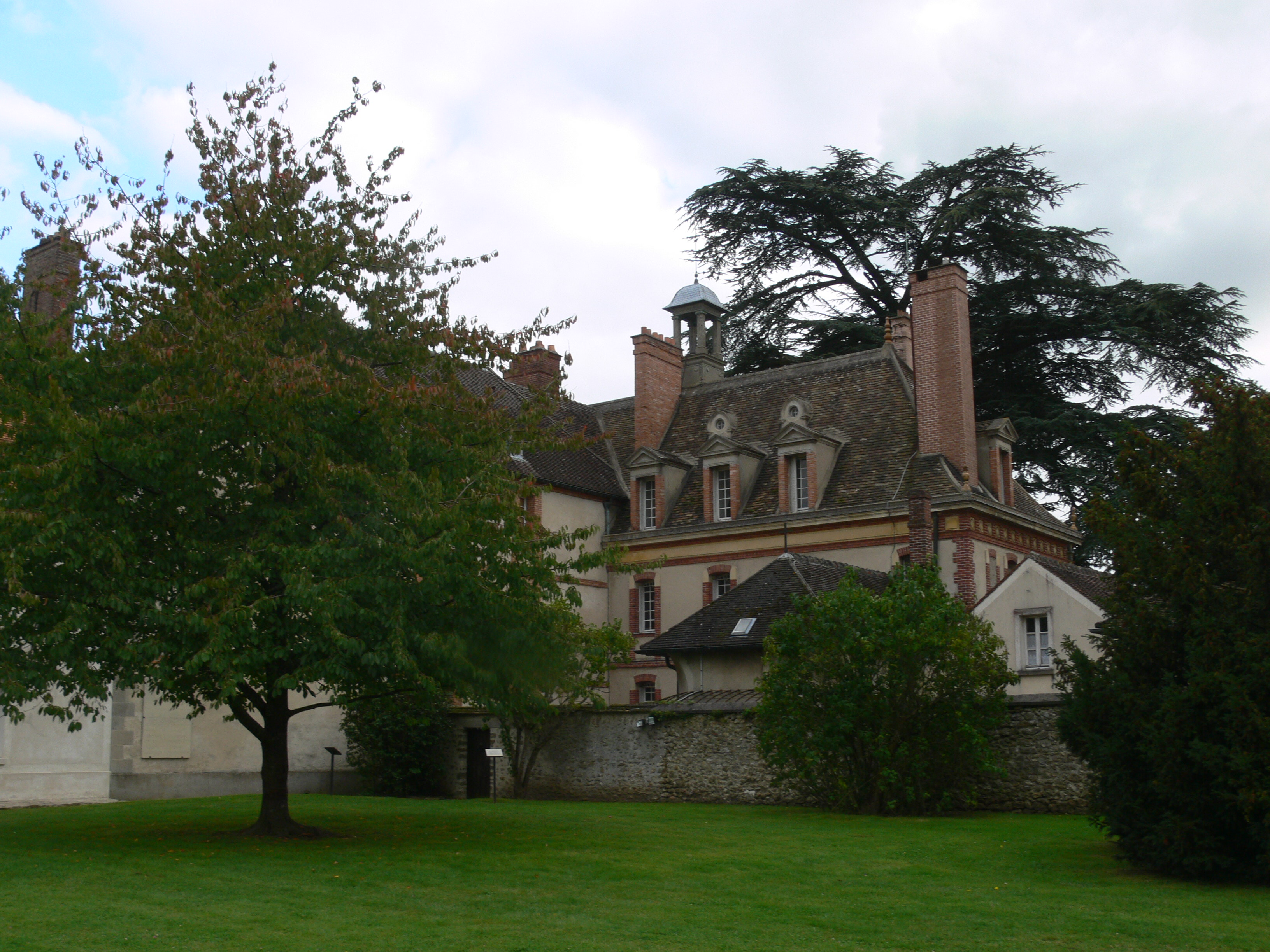
In fondo al frutteto di Port-Royal è visibile l'edificio in cui si trovavano les « Petites Écoles » ai tempi di Racine. L'estensione del XIX secolo è invece oggi un museo

Nacque in una famiglia di fede giansenista, figlio primogenito di Jean Racine (1615-1643) e Jeanne Sconin (1612-1641), venendo battezzato a La Ferté-Milon il 22 dicembre 1639. Sua madre rimase nuovamente incinta poco dopo la nascita del futuro tragediografo, cosicché fu una nutrice ad occuparsi di Jean. Jeanne Sconin morì nel gennaio 1641, dando alla luce Marie. Due anni più tardi morì anche il padre di Racine; il piccolo Jean fu affidato ai nonni paterni Jean Racine e Marie Desmoulins, mentre la neonata Marie fu data in cura ai nonni materni.
Marie Desmoulins gli diede la possibilità di studiare presso eminenti grecisti, tra cui Antoine Le Maistre, Claude Lancelot e Pierre Nicole che lo iniziarono ai classici greci e influiranno notevolmente sulla sua opera. Per seguire gli studi filosofici si trasferì a Parigi, entrando (probabilmente nel 1646) alle « Petites Écoles » di Port-Royal, l'istituto dove aveva studiato anche Blaise Pascal. In questo periodo, durante un tumulto sollevato dalla Fronda, venne colpito da una pietra sopra l'occhio sinistro, rimediando una cicatrice che sarebbe rimasta visibile per tutta la sua vita. Tra il 1653 e il 1655 studiò al collegio di Beauvais.
Nel 1655 tornò a Port-Royal per completare la formazione retorica, seguito, a partire dall'anno successivo, dal medico giansenista Jean Hamon. In questo periodo Racine, ancora adolescente, compose i suoi primi testi, odi e inni di carattere religioso. Uscito dal collegio, venne accolto dallo zio Nicolas Vitart all'hôtel del duca di Luynes. Nell'ottobre 1661 si trasferì presso lo zio Antonin Sconin a Uzès, dove questi era vicario generale della diocesi e intendeva fargli usufruire di un beneficio ecclesiastico, ma Racine andò progressivamente rifiutando la severa formazione giansenista impartitagli, preoccupandosi di ottenere piuttosto un ruolo nella vita mondana del tempo. L'anno prima, infatti, aveva composto l'ode La Nymphe de la Seine à la Reine in occasione delle nozze di Luigi XIV, cui dedicherà anche l'Ode sur la convalescence du Roi e La Renommée aux Muses, quando, ventitreenne, tornò a Parigi, facendo il suo ingresso a corte grazie all'intercessione del duca di Saint-Aignan.
Prima dei diciotto mesi trascorsi a Uzès, Racine era già riuscito a farsi conoscere nel mondo intellettuale parigino. Vitart aveva infatti sottoposto la succitata ode per il matrimonio del re al giudizio dell'illustre critico Jean Chapelain - il quale lo prese sotto la sua protezione -, e al celebre Charles Perrault, cosicché la poesia era stata pubblicata nelle settimane successive. Il medesimo periodo segnò anche l'inizio della duratura amicizia tra Racine e Jean de la Fontaine, con cui rimase in contatto epistolare durante il soggiorno nel mezzogiorno francese. Con il rientro nella grande città e la pubblicazione dell'Ode sur la convalescence du Roi, il poeta ricevette inoltre una gratifica economica da parte del sovrano.

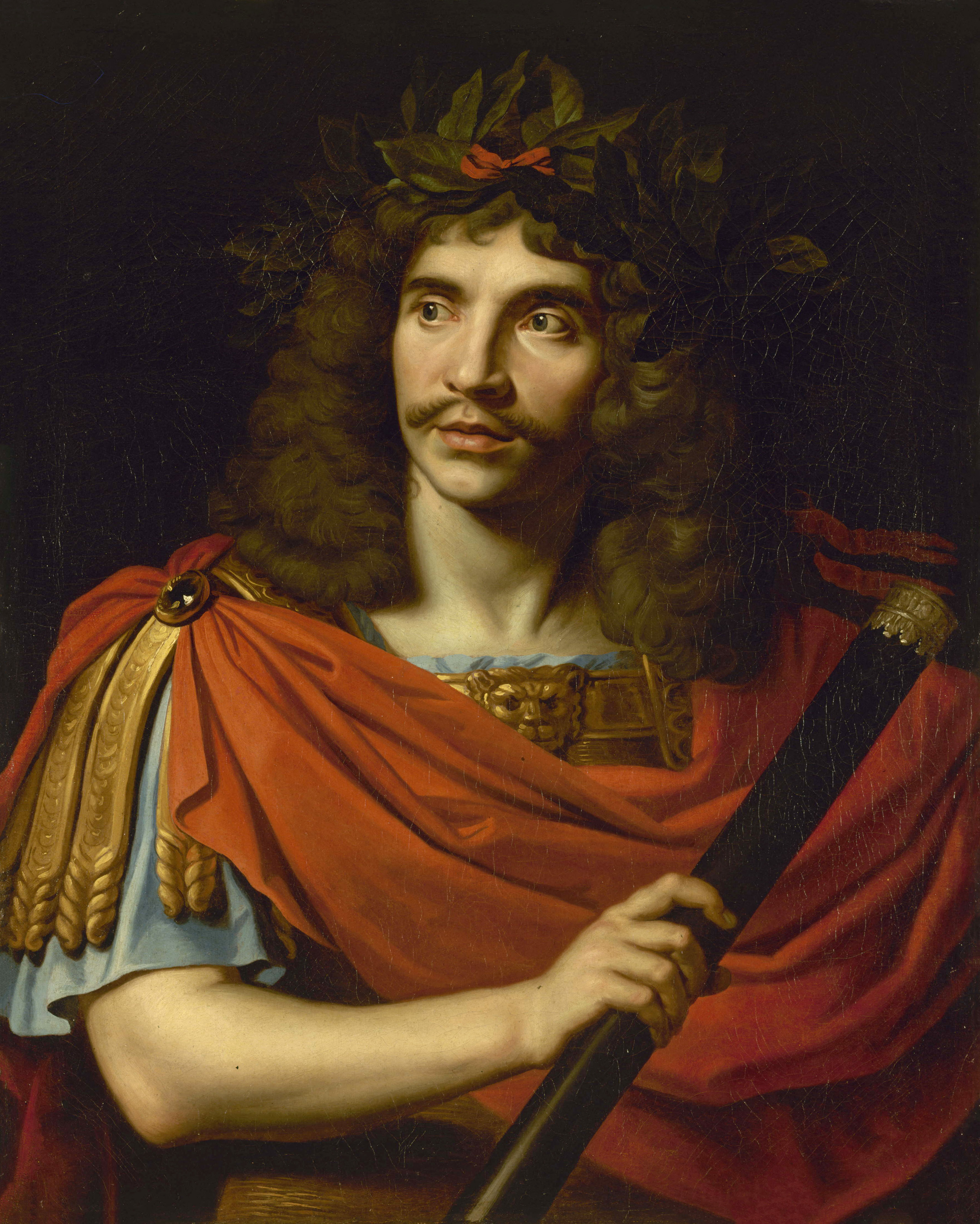
Molière

Tuttavia, una vera emancipazione economica e la vera popolarità potevano venirgli solo dal teatro. Conscio delle sue abilità tragiche, si dedicò alla composizione di un'opera basata sulla saga edipica, spinto, secondo quanto scrisse nella Prefazione del 1675, da « qualche persona di spirito ». È probabile che Racine mentisse per giustificare l'insuccesso della pièce o il soggetto ardito - « ero molto giovane », aggiunse -, ma non è escluso che la Thébaide gli possa essere stata consigliata da amici quali Boileau o La Fontaine. La vicenda compositiva della prima tragedia rimane in gran parte avvolta nel mistero. Secondo alcuni fu scritta in gran parte a Uzès, secondo altri Molière, alla cui troupe il tragediografo affidò la messa in scena, avrebbe fornito a Racine il piano pronto per essere versificato, e emendato parti dell'opera.
A quanto emerge dalla corrispondenza raciniana, il giovane poeta si sarebbe prima rivolto alla rivale compagnia dell'Hôtel de Bourgogne, rinomata per la rappresentazione di tragedie, e solo in seguito ai tempi lunghi che gli venivano prospettati, impaziente, avrebbe scelto Molière (la cui troupe si distingueva meglio nelle commedie), che in quel momento voleva contrapporre una Thébaïde a quella di Claude Boyer, prevista proprio all'Hôtel de Bourgogne. In ogni caso La Thébaïde ou les Frères ennemis, già ultimata nel dicembre 1663, fu rappresentata il 20 giugno 1664, in un periodo infausto come quello estivo, riscuotendo scarso successo.
Il decennio tra il 1667 e il 1677 fu per Racine il culmine della sua carriera. Con Andromaca trovò per la prima volta il suo stile personale, a imitazione della tragedia greca. Il poeta era ormai alla pari con il suo famoso rivale Corneille. L'unica commedia I litiganti, in cui cercava di competere con Molière, non ebbe molto successo. Le sue seguenti tragedie Britannico, Berenice e Mitridate trattano della storia romana. Dopo il successo di Bajazet, opera con numerosi intrighi alla corte turca, Racine fu eletto all'Académie française il 12 gennaio 1673. Inoltre scrisse Ifigenia, il cui soggetto è tratto dal poeta greco Euripide. Fedra tratta ancora dalla mitologia greca ed è considerata oggi il pezzo forte di Racine. Tuttavia, ebbe solo un moderato successo alla sua prima.
Nel 1677 divenne lo storiografo ufficiale della corte francese; nel 1679, forse a causa di uno scandalo di corte, si ritirò a vita privata. In quel periodo la sua fede giansenista rifiorì: Racine, che nel frattempo si era sposato con Cathérine Romanet, da cui ebbe sette figli, tornò al teatro solo tra il 1689 e il 1691, con opere a tema didattico-religioso tratte dall'Antico Testamento.
Racine ricevette nel dicembre 1690 una carica di «Gentilhomme ordinaire de Sa Majesté». Divenne parimenti Tesoriere di Francia, carica che gli assicurava una rendita. Infine venne nominato storiografo del re nel 1677, contemporaneamente a Nicolas Boileau.
Gli ultimi anni di vita li trascorse, con la moglie e i figli, a Parigi, dove morì. Per sua espressa volontà fu sepolto a Port-Royal des Champs.

## Temi delle tragedie
I personaggi del teatro classicista di Racine sono antieroi a differenza di quelli delle tragedie di Corneille. Essi sono in balìa delle primitive passioni dell'animo, dell'odio, di torbidi rapporti di sangue (odio tra fratelli, amore incestuoso), incapaci di volontà, travolti dai propri insanabili conflitti interiori. La passione è un'ineluttabile fatalità che piega i destini degli uomini e l'amore, sentimento devastante, è spesso esasperato dalla gelosia. La debolezza d'animo dei personaggi ed il pessimismo dell'autore riflettono una visione giansenista dell'esistenza (Fedra). Racine è quindi poeta della coscienza del male, dell'impossibilità, per i suoi personaggi, di scegliere il bene e di sottrarsi al destino senza l'aiuto della Grazia di Dio. Frequenti sono le scene sanguinose e macabre e lo sfondo delle vicende è cupo. La trama è semplice e lineare ed il linguaggio è elevato.

## Critica
A proposito della tragedia raciniana, emblematica della tragedia nell'âge classique francese, Michel Foucault ha scritto: «Nel teatro di Racine ogni giornata è minacciata da una notte: notte di Troia e dei massacri, notte dei desideri di Nerone, notte romana di Tito, notte di Atalia. Sono queste grandi facce di notte, questi quartieri d'ombra che frequentano il giorno senza lasciarsi annientare, e non spariranno se non nella nuova notte della morte. E, a loro volta, queste notti fantastiche sono ossessionate da una luce che forma come il riflesso infernale del giorno: incendio di Troia, torce dei pretoriani, luce pallida del sogno. Nella tragedia classica francese giorno e notte sono disposti a specchio, si riflettono all'infinito e danno a questa semplice coppia un'improvvisa profondità che con un solo movimento avvolge tutta la vita e tutta la morte dell'uomo».

## Opere

### Tragedie
- La Tebaide o i fratelli nemici (La Thébaïde ou les Frères ennemis, 1664)
- Alessandro il Grande (Alexandre le Grand, 1665)
- Andromaca (Andromaque, 1667)
- Britannico (Britannicus, 1669)
- Berenice (Bérénice, 1670)
- Bajazet (1672)
- Mitridate (Mithridate, 1673)
- Ifigenia (Iphigénie, 1674)
- Fedra (Phèdre, 1677)
- Esther (1689)
- Atalia (Athalie, 1691)

### Commedie
- I litiganti (Les Plaideurs, 1668)

## Nei media
- Nel film Marquise (1997) è stato interpretato da Lambert Wilson.